# Кристинеберг (станція метро)
59°19′57″ пн. ш. 18°00′15″ сх. д. / 59.3325° пн. ш. 18.004167° сх. д.
«Кристинеберг» (швед. Kristineberg) —  станція Зеленої лінії Стокгольмського метрополітену, обслуговується потягами маршрутів Т17, Т18 та Т19. 
Станцію відкрито 26 жовтня 1952 у складі черги зеленої лінії між станціями Гетор'єт і Веллінгбю. 

Відстань до станції Слюссен становить 6.7 км. 
Пасажирообіг станції в будень —	6,250 осіб (2019)

Розташована у мікрорайоні Кристинеберг на Кунгсгольмені.
Конструкція: відкрита наземна станція з однією острівною платформою.

## Операції
| Попередня станція          | Лінія | Лінія     | Лінія | Наступна станція              |
| -------------------------- | ----- | --------- | ----- | ----------------------------- |
| Альвік до Окесгов          |       | Лінія T17 |       | Торільдсплан до Скарпнек      |
| Альвік до Альвік           |       | Лінія T18 |       | Торільдсплан до Фарста-странд |
| Альвік до Гессельбю-странд |       | Лінія T19 |       | Торільдсплан до Гагсетра      |